# هربرت لومزدن
هربرت لومزدن (انگلیسی: Herbert Lumsden؛ ۸ آوریل ۱۸۹۷ – ۶ ژانویه ۱۹۴۵) فرمانده نظامی اهل بریتانیا بود. وی برندهٔ جوایزی همچون صلیب نظامی شده‌است.